# Uma Hora Contigo
One Hour With You (bra/prt: Uma Hora Contigo) é um filme estadunidense de 1932, do gênero comédia musical, dirigido por Ernst Lubitsch. Começou a ser dirigido por George Cukor, que desistiu poucas semanas depois, quando entendeu que Lubitsch, enquanto na função de produtor, interferia demais no seu trabalho. O próprio Lubitsch assumiu a direção, sendo Cukor creditado como "diretor de diálogos".

## Sinopse
O Doutor André Bertier e sua esposa Colette formam um feliz casal parisiense. André é fiel, para desapontamento de muitas de suas clientes, porém quando Colette lhe apresenta sua amiga Mitzi, André acaba por sucumbir a seus encantos e às suas investidas. O marido de Mitzi, que deseja o divórcio, passa a segui-la e descobre a traição. André confessa tudo a Colette, mas ela também tem estado atraída por outro homem.

## Elenco
| Ator/Atriz         | Personagem             |
| ------------------ | ---------------------- |
| Maurice Chevalier  | Dr. André Bertier      |
| Jeanette MacDonald | Colette Bertier        |
| Genevieve Tobin    | Mitzi Olivier          |
| Charles Ruggles    | Adolph                 |
| Roland Young       | Professor Olivier      |
| Josephine Dunn     | Mademoiselle Martel    |
| Richard Carle      | Detetive Henri Dornier |
| Barbara Leonard    | Criada de Mitzi        |
| George Barbier     | Comissário de polícia  |

## Principais prêmios e indicações
| Prêmio                            | Categoria(s) Indicada(s)        | Categoria(s) Premiada(s)   |
| --------------------------------- | ------------------------------- | -------------------------- |
| Oscar (1931-1932)                 | Melhor Filme[carece de fontes?] | ---                        |
| New York Times[carece de fontes?] |                                 | 10 Melhores Filmes de 1932 |